# Værftsbroen
Værftsbroen er en vejbro over Trangraven mellem Christianshavn og Arsenalø i  Indre By.

## Historie
Selvom broen længe har eksisteret som fysisk forbindelse, blev navnet Værftsbroen først anerkendt som officielt vejnavn i 1996.

## Beliggenhed
Værftsbroen forbinder Prinsessegade på Christianshavns side og Danneskiold-Samsøes Allé på Holmen.